# 臺北市立信義國民中學
臺北市立信義國民中學（英語：Taipei Municipal Xin-Yi Junior High School，縮寫XYJH），簡稱信義國中、信中，位於臺北市三張犁，鄰近台北醫學大學、信義計畫區，附近有象山公園、三張里公園、臺北信義運動中心等設施。

## 歷任校長
| 任別  | 姓名   | 任職時間            |
| ----- | ------ | ------------------- |
| 第1任 | 郭明傳 | 創校—1991年7月      |
| 第2任 | 孔承先 | 1991年8月—1996年7月 |
| 第3任 | 李澄圳 | 1996年8月—2002年7月 |
| 第4任 | 戴麗緞 | 2002年8月—2008年7月 |
| 第5任 | 王天才 | 2008年8月—2012年7月 |
| 第6任 | 黃勝賢 | 2012年8月—2017年7月 |
| 第7任 | 蔣佳良 | 2017年8月—          |

## 校史
1983年8月25日，奉台北市政府72教二字第三七三八九號函准予自七十二年八月一日成立台北市立信義國民中學籌備處，由教育局督學兼代西松國中（今西松高中）校長郭明傳任籌備主任。

1985年6月30日，第一期校舍工程(倫理、民主、忠孝、仁愛樓)竣工。

1985年7月，七十四學年度首次招收新生十三班。

1987年10月8日，新建活動中心基礎工程中，發生兩名孩童不慎溺斃於地下室旁積水處，被迫停工。

1986年5月20日，第二期校舍工程(信義、科學樓)竣工，校刊《信義青年》創刊號發行。

1987年7月，露天七水道游泳池竣工。

1988年4月17日，台北市松山區全面運動大會在信義國中舉行，由松山區體育會主辦，學校安奉先總統 蔣公銅像揭幕典禮，敦請許水德市長蒞臨剪綵。

1988年12月6日，學生活動中心竣工。

1989年6月10日，和平樓竣工。

1992年6月16日，力行樓校舍工程落成啟用。

- 81學年度起一年級新生實施男女合班。

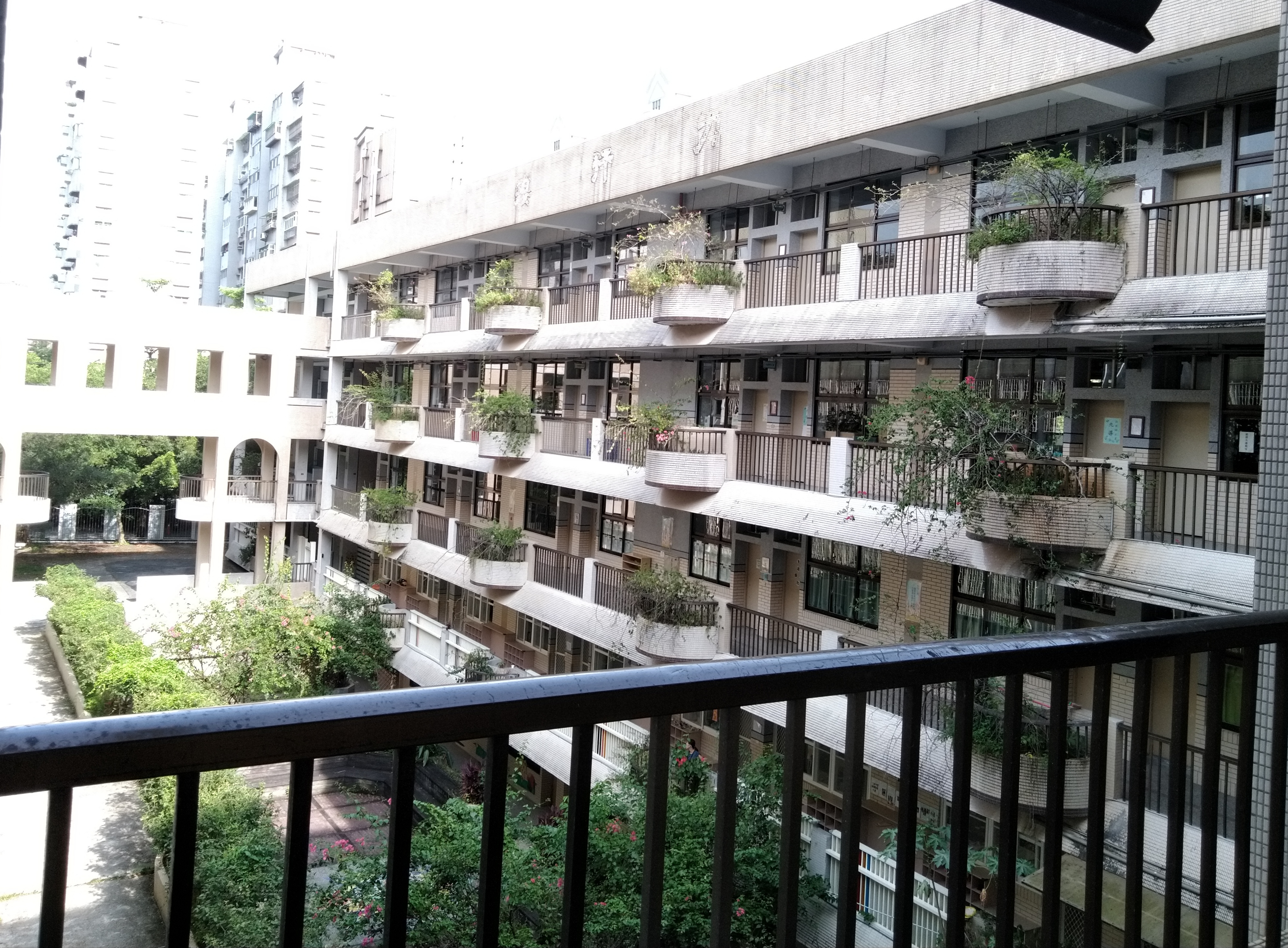
懿德園及力行樓，2019年7月

- 81學年度，本校學生達3098人，為歷年之最。

1994年10月22-28日，臺灣區運動會假信義國中為選手村，是月19-29日停課。

1999年9月21日發生九二一大地震，校舍多處龜裂毀損，信義樓西側鑑定為危樓，後信義樓廁所拆除。
- 89學年度第二學期開始，實施榮譽班制度（獲得榮譽班之班級，可於校方指定日期著便服到校）。

2001年10月2日，信義社區大學開課。

2004年，溫水游泳池啟用。

2007年12月14日，門牌與地址由莊敬路423巷8弄1號改為松仁路158巷1號。

2016年4月發行最後一本實體校刊《信義青年》30期後，改採《臺北市立信義國中電子校刊》Facebook粉絲專頁為校刊，實體校刊走入歷史。

2016年10月30日，臺北市長柯文哲巡視頂樓小田園。
- 105學年度籃球隊獲國中籃球聯賽（JHBL）甲男亞軍。[3][4]

2017年8月1日蔣佳良校長上任後，積極推行禮貌運動，以「灑掃應對進退」作為中心要旨，「眼到口到心到」為打招呼之準則，學生向師長來賓問好之風逐漸形成。於是同時，蔣校長推動準時到校運動，透過抽獎激勵學生準時到校。
- 109學年度籃球隊獲國中籃球聯賽（JHBL）甲男亞軍。[3][4]
- 110學年度起，信義國中、士林國中、重慶國中、木柵國中、古亭國中等開始試辦「臺北市國中生生理用品供應試辦計畫」，預計先施行一學期。

## 校徽
- 校徽外形猶如一個「中」字，它的涵義是指中華民國的國民中學。「中」字中央一豎，上端形狀像鋼筆的筆尖，意思是要同學努力用功；下端三橫是指學制三年，同時也含有集智、仁、勇於一身之意；十字兩旁方格部分，正像一本攤開的書籍，意思是要同學們認真讀書。方格若分左右兩邊單獨來看，則又像古代的武器「戟」，左右兩支，一方面表示培育文武全才的好學生，同時它也是勝利的符號。「中」字上有一「信」字，就是指校名:信義國民中學。「中」字上端的梅花是中華民國的國花，中間是台北市市徽[註 3]。
- 校徽若依色彩來看，梅花的白色是指清廉崇高的人格。內部的淺綠色象徵青春活潑，朝氣蓬勃，前途充滿希望。「中」字的方格是深綠色，指台北市四面群山圍繞，是個盆地，外圍的藍灰底色則象徵自由與正義。中間的「信」字是金黃色，表示我們都是炎黃子孫，要擔起承先啟後，繼往開來的使命。
- 學校正門東側，倫理樓LED跑馬燈上方及力行樓北側皆有校徽，惟力行樓北之校徽著色錯誤，另外活動中心南側外牆本有校徽，今不存。
- 校徽原為黃色的部分現在往往被繪為橘色。
- 校徽可以尺規作圖的方式完成，步驟在1986年5月20日出刊之《信義青年創刊號》有說明。

## 註解
1. ↑  2016年4月發行最後一本實體校刊《信義青年》30期後，改採《臺北市立信義國中電子校刊》Facebook粉絲專頁為校刊，實體校刊走入歷史。
2. ↑  1990年3月12日臺北市行政區劃調整前，信義國中為松山區所轄。
3. ↑  1981年10月啟用的二代臺北市市徽。

## 外部連結
- 台北市立信義國民中學 （页面存档备份，存于）
- 台北市立信義國民中學的電子校刊的Facebook專頁
- 台北市信義社區大學 （页面存档备份，存于）
- YouTube上的台北市立信義國民中學官方頻道